# Юсуф Грілло
Юсуф Грілло (16 грудня 1934 — 23 серпня 2021) — сучасний нігерійський художник, монументаліст і скульптор, відомий своїми креативними роботами та видатним використанням синього кольору в багатьох своїх картинах. Він був засновником і першим президентом Товариства нігерійських художників. Також він очолював Комітет з візуальних мистецтв на Фестивалі чорних мистецтв і культури (FESTAC) у 1977 році, був головою Державної ради мистецтв і культури Лагосу приблизно в 1980 році, а також віце-президентом Міжнародної асоціації мистецтв. Крім того, він був директором Школи мистецтв Ябського технологічного коледжу з 1970-х до 1985 року.

## Життя
Юсуф Грілло народився в бразильських кварталах острова Лагос і навчався в Нігерійському коледжі мистецтв, науки і технологій у Зарії, де отримав диплом образотворчого мистецтва та диплом аспіранта з освіти в 1961 році. Пізніше він навчався на різних спеціалізованих курсах у Кембриджському університеті, а згодом подорожував до Німеччини та Сполучених Штатів Америки . Він почав викладати в Технічному інституті Яба в 1962 році під керівництвом Пола Маунта, тодішнього керівника кафедри.
Грілло вважається одним із видатних художників Нігерії з академічною освітою; він став відомим і отримав міжнародне визнання в 1960-х і 1970-х роках, демонструючи велику колекцію своїх ранніх робіт. Він використовує свою західну мистецьку підготовку в багатьох своїх картинах, поєднуючи західні техніки мистецтва з традиційними характеристиками скульптури йоруба . Його перевага блакитного кольору на картинах у природному середовищі іноді схожа на текстиль , що використовується в Нігерії. Свого часу він був завідувачем кафедри мистецтва та друку в технологічному коледжі Яба . Після виходу на пенсію в 1987 році він провів своє життя як штатний художник студії у своїй студії Ikeja, Лагос.
Юсуф Грілло був одружений на Іябо Амопе Грілло і мав 5 дітей — Морайо Антоніо, Бодунрін Адейемі, Гбойега Грілло, Фарука Грілло та Джубріла Грілло.

## Смерть
Він помер від ускладнень COVID-19 23 серпня 2021 року

## Видатні роботи
- Повернення барабанщиків наразі виставлено в Музеї мистецтв Ємісі Шиллон
- Фреска Султан Белло
- Мати і дитина
- Мусульманка
- Abe nu gongo, 1993[4]